# Die Sitzende

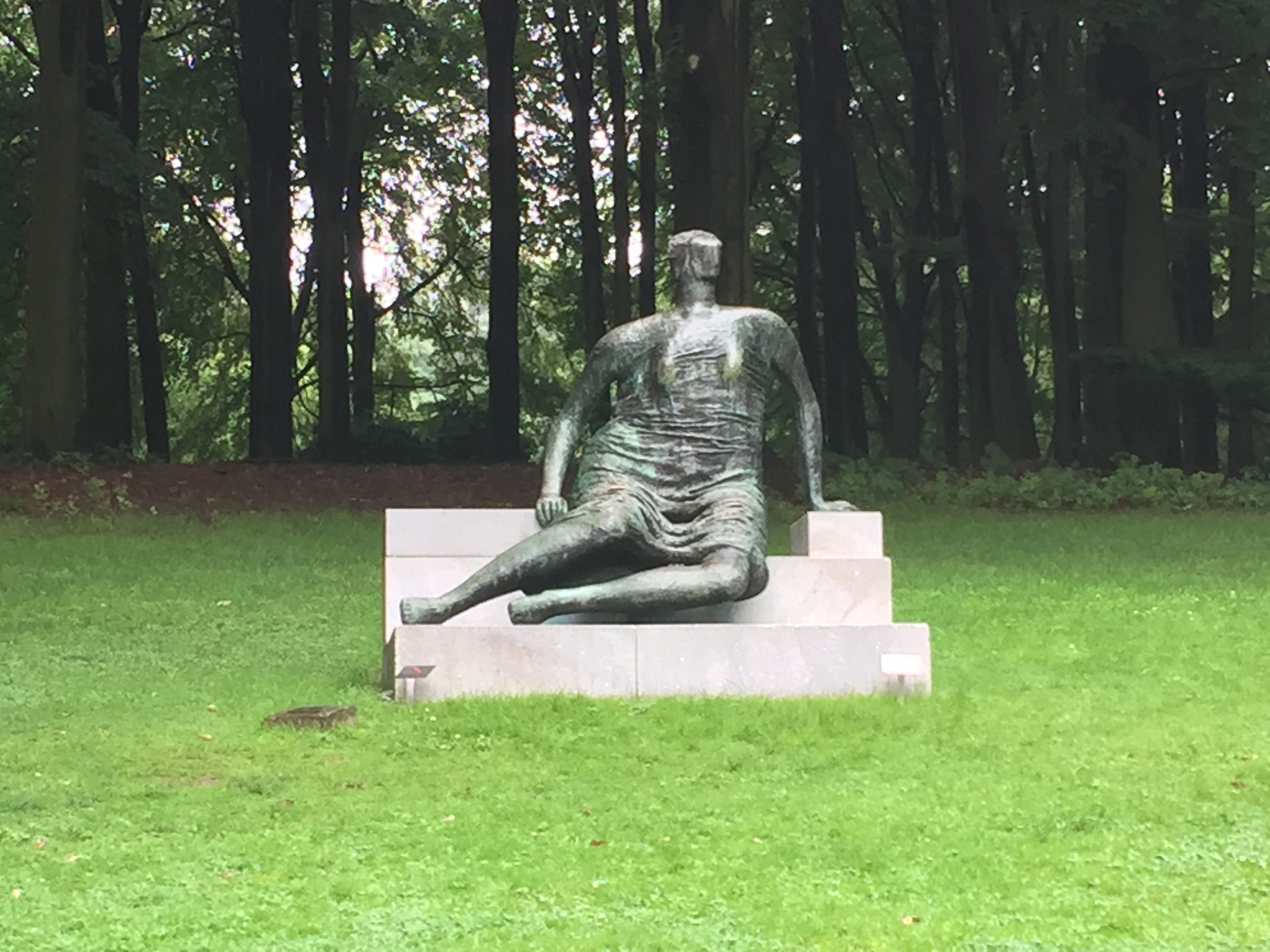
Die Sitzende am Wiesenhang gegenüber der Villa Waldfrieden

Die Sitzende (teilweise auch Die große Sitzende oder Große sitzende Gewandfigur genannt) ist eine Bronzeplastik des britischen Bildhauers Henry Moore, der sie Draped seated woman nannte. Sie wurde ab 1959 im Wuppertaler Raum öffentlich aufgestellt. Seit 2017 befindet sie sich im Skulpturenpark Waldfrieden.

## Geschichte
Für das neu erbaute Stadtbad Elberfeld („Wuppertaler Schwimmoper“) wurden Anfang 1957 Überlegungen angestellt, den Platz vor dem Gebäude durch eine Plastik aufzuwerten. Das zur Verfügung stehende Budget lag bei 50.000 bis 55.000 DM. Dazu lagen schon mehrere Entwürfe einiger namhafter Künstler vor. Die Verantwortlichen in der Kunstkommission entschieden sich am 26. Februar in einer Sitzung letztendlich für Henry Moore. Sie vertraten die Meinung, dass zu der modernen Architektur des Gebäudes sein Stil am besten passe.
Bei einem kurzen Besuch am 31. März 1957 war Moore von der kühnen Architektur des Gebäudes angetan und schlug die Figur einer sitzenden Frau vor, die ihm im Entwurf bereits vorlag. Die ursprünglich geforderte Summe für den Auftrag, der über die Galerie Czwiklitzer vermittelt worden war, betrug 78.000 DM. Dieser Kaufpreis konnte aber durch Verhandlungen mit Moore persönlich auf 50.000 DM abgesenkt werden. Die Bedingung war, dass es Moore erlaubt sei, zwei weitere Abgüsse der Bronzeplastik zu erstellen. Diese weiteren Abgüsse sollten aber nicht nach Deutschland verkauft werden.
Dennoch sind fünf weitere Abgüsse gefertigt worden. Der Guss der Plastik erfolgte laut dem Gießerstempel auf der Rückseite der Plastik bei Susse Fondeur in Paris. Eine Bezeichnung vorne oberhalb des Sockels lautet „Moore 1“.
Anlässlich der Wiedereröffnung der ehemaligen Ruhmeshalle in Barmen (auch Barmer Haus der Kunst) wurde die Plastik am 11. Oktober 1958 dort erstmals öffentlich präsentiert. Sie wurde in der Eingangshalle des Hauses der Jugend (so der offizielle heutige Name) ausgestellt. An ihrem endgültigen Standort vor der Schwimmoper war das Podest mit den vorgesehenen fünf Stufen noch nicht fertiggestellt, da über dessen Ausführung längere Zeit Unklarheit bestand.

Anschließend war Die Sitzende als Leihgabe auf der documenta II, die im Sommer 1959 in Kassel stattfand, ausgestellt. Im Katalog der documenta wird sie folgendermaßen vorgestellt: 

„Große sitzende Frauenfigur
Auf Stufen 1957/58
Bronze 155 x 160
Stadt Wuppertal“

Am 20. November 1959 kehrte die Plastik nach Wuppertal zurück und wurde am 24. November vor der Schwimmoper der Öffentlichkeit übergeben. Die Reaktion in der Bevölkerung war jedoch meist negativ; zahlreiche Leserbriefe hierzu wurden im General-Anzeiger veröffentlicht. Die Proteste gipfelten darin, dass die Plastik in der Nacht vom 5. zum 6. Dezember 1959 geteert und gefedert wurde. In einem am Tatort zurückgelassenen Bekennerschreiben bedauerten die Akteure, dass aus der „Sitzengebliebenen“ keine 100 Bratpfannen gemacht worden seien. Im Wuppertaler Karneval 1960 wurde Die Sitzende thematisiert, sie wurde dort am Karnevalsumzug als eine Moore-Leiche bezeichnet. Baudezernent Friedrich Hetzelt war so erbost, dass er am 1. April 1960 um das „Schneewittchen“ sieben Zwerge zu deren Schutz hinzu stellen ließ.
Ende 1963 wurde Die Sitzende von den Wuppertaler Stadtwerken, die bislang rechtlich die Eigentümerin des Kunstwerkes waren, an den Kunst- und Museumsverein (heute „Von der Heydt-Museum“) verschenkt. Die Bedingung war, dass für die Plastik ein neuer Standort gesucht werden müsse. Somit wurde Ende 1965 beschlossen, dass sie am neu errichteten Schauspielhaus an der Bundesallee ihren neuen Platz bekommen sollte. Eine Leserbefragung im General-Anzeiger ergab noch eine fünfzigprozentige Ablehnung der Sitzenden. Auch im Karneval 1966 wurde sie wieder thematisiert, sie wurde zum Funkenmariechen umfunktioniert und zierte allein drei Wagen. Und auch der Wuppertaler (Wappen-)Löwe zog als „der Liegende“ bei dem Karnevalsumzug durchs Tal. Der Umzug der Plastik fand im September 1966, rechtzeitig vor der Eröffnung des Schauspielhauses am 24. September, statt.

Henry Moore äußerte in den 1970ern zu seinen Arbeiten unter anderem: 

„mich bewegt am stärksten eine Skulptur, die vollblütig und autark, vollrund ist, das heißt, die Formglieder sind ganz verwirklicht und wirken als kontrastierende Massen …, sie ist nicht völlig symmetrisch, sie ist statisch, kraftvoll und vital, sie strahlt etwas von der Energie und Mächtigkeit großer Berge aus … Plastik sollte auf den ersten Blick einiges Unklare und auch verborgene Bedeutung beinhalten. Die Menschen sollten den Wunsch haben, die Skulptur weiter zu betrachteten und nachzudenken; sie sollte nie sofort alles über sich aussagen …“

Inzwischen ist das Verhältnis zu der Skulptur gemäßigt. Manchen wurde bewusst, dass Wuppertal eine der wenigen Städte ist, die eine Gewandfigur ihr eigen nennen darf. Sie ist heute um ein Vielfaches mehr wert, bei Christie’s erzielte ein Abguss 1998 einen Auktionserlös von mehr als 570.000 Pfund.
Die Sitzende befand sich von 1966 bis 1997 auf dem Vorplatz des Schauspielhauses. Nachdem sie einige Zeit im Forum des Von der Heydt-Museums stand wurde sie im Depot des Museums untergebracht. Ab 2010, nach dem Abschluss der Schwimmoper-Sanierung, saß sie für sechs Jahre in einer Nische der dortigen Eingangshalle. 2016 war sie Teil einer Moore-Ausstellung im Skulpturenpark Waldfrieden. Im gleichen Jahr ging sie als Leihgabe in das Landesmuseum Münster. 2017 kehrte sie nach Wuppertal zurück, wo sie im Skulpturenpark seither unter freiem Himmel einen festen Platz am Wiesenhang gegenüber der Villa Waldfrieden eingenommen hat.

## Exemplare

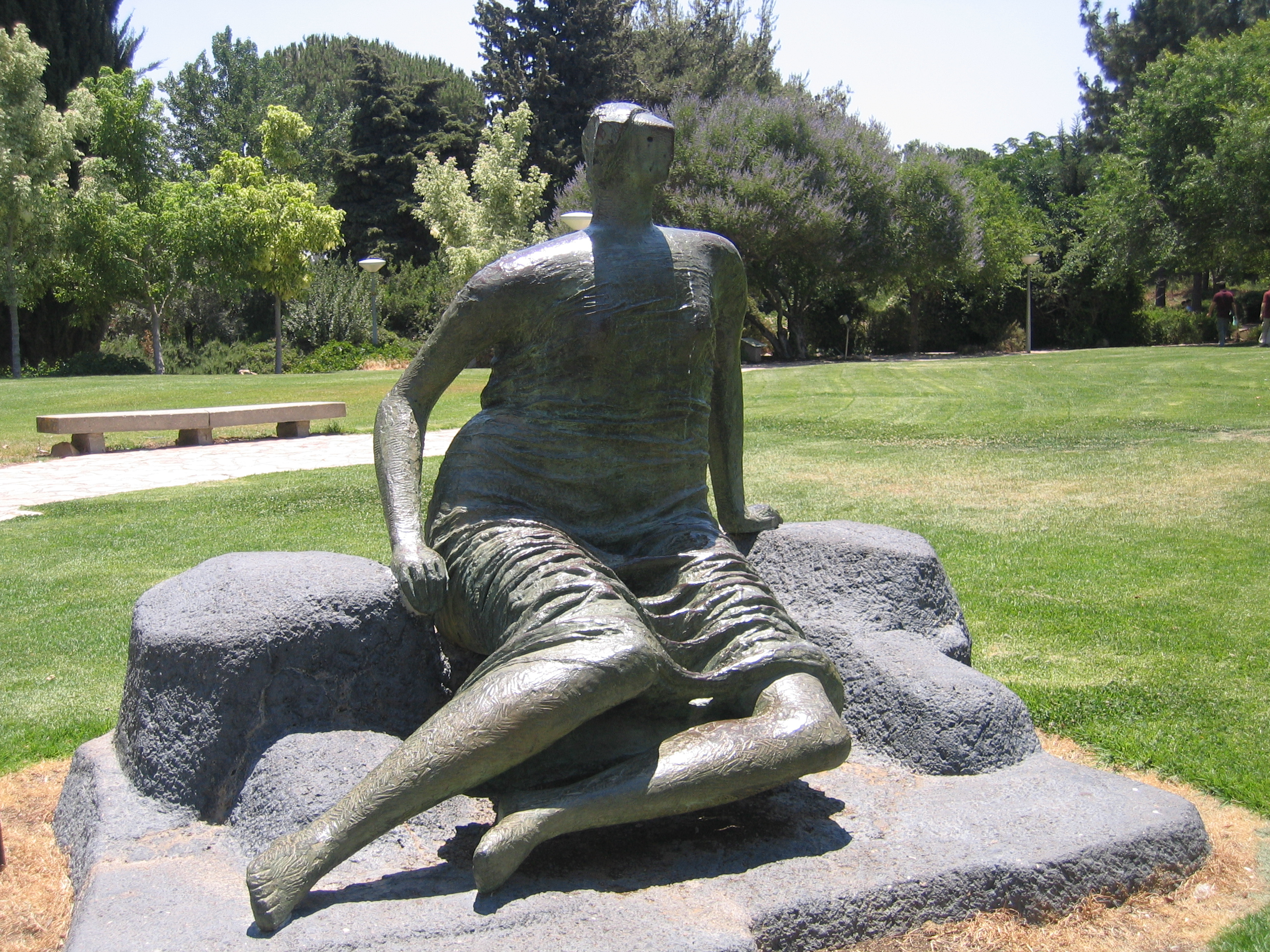
Henry Moore: Die Sitzende – Abguss #6,
Hebrew University, Israel

Gemäß der Henry Moore Foundation wurden von der Figur sechs Abgüsse gefertigt:
1. Von der Heydt-Museum, Wuppertal
2. London County Council, Stifford Estate Stepney, Vereinigtes Königreich
3. Musée des Beaux-Arts, Brüssel, Belgien
4. Yale University Art Gallery, New Haven, Vereinigte Staaten
5. National Gallery of Victoria, Melbourne, Australien
6. Hebrew University, Jerusalem, Israel

## Ausstellungen
- 1958 – Barmer Ruhmeshalle, Wuppertal
- 1959 – documenta II, Kassel
- 1977 – Die 50er Jahre. Aspekte und Tendenzen. Von der Heydt-Museum, Wuppertal
- 1999 – Kunsthalle, Rotterdam[9]
- 2016 – Landesmuseum Münster